# الكسندر بودن
الكسندر بودن (بالإنجليزية: Alexander Boden)‏ هو كيميائي أسترالي، ولد في 28 مايو 1913 في North Sydney ‏ في أستراليا، وتوفي في 18 ديسمبر 1993 في Roseville, New South Wales ‏ في أستراليا.